# سكوت راب
سكوت راب (بالإنجليزية: Scott Raab) هو صحفي أمريكي، ولد في 1952.